# Bupleurum plantaginifolium
Bupleurum plantaginifolium là một loài thực vật có hoa trong họ Hoa tán. Loài này được Wight mô tả khoa học đầu tiên năm 1840.